# Nemčice
Nemčice (in ungherese Nyitranémeti) è un comune della Slovacchia facente parte del distretto di Topoľčany, nella regione di Nitra.